# Kazumasa Oda
Kazumasa Oda (小田 和正, Oda Kazumasa), né le 20 septembre 1947 à Yokohama, est un auteur-compositeur et compositeur japonais. Il a dirigé le groupe de folk rock Off Course (en) de 1969 à 1989 et a poursuivi une carrière en solo depuis 1985.
En tant que chanteur de Off Course, Oda a composé de nombreux standard japonais des années 1970 et 80. Les plus grands succès du groupe — Sayonara (1979), Yes-No (1980) et Kimi ga Uso o Tsuita (1984) — ont été écrits par Oda.
Il a entamé une carrière de musicien solo en 1985 au cours de laquelle il a produit de nombreux n° 1 en tant qu'auteur-compositeur, tels que Little Tokyo (1989), Itsuka Dokokade (1992), Tsutaetai Koto ga Arunda (1997) et Kirakira (2002). Son plus grand succès est Love Story wa Totsuzen ni (1991), chanson-thème d'une série dramatique de la télévision japonaise intitulée Tokyo Love Story (en) dont il s'est vendu plus de  2 580 000 exemplaires  et qui est devenu la 8e meilleure vente au Japon.

## Discographie

### Albums studio
- K.Oda (1986)
- Between the Word and the Heart (1988)
- Far East Café (1990)
- sometime somewhere (1992)
- My Home Town (1993)
- Looking Back (1996)
- Kojin Shugi (個人主義, Individualism?) (2000)
- Looking Back 2 (2001)
- Soukana: Soutaisei no Kanata (そうかな 相対性の彼方?)(2005)
- Dōmo (どーも?)(2011)
- Oda Biyori (2014)
- Ano Hi Ano Toki (2016)

### Compilation albums
- Oh! Yeah! (1991)
- Tsutaetai Koto ga Arunda (伝えたいことがあるんだ?)(1997)
- Jiko Best (自己ベスト?)(2002)
- Jiko Best 2 (自己ベスト-2?)(2007)
- Ano Hi Ano Toki (2016)

## Source de la traduction
- (en) Cet article est partiellement ou en totalité issu de l’article de Wikipédia en anglais intitulé « Kazumasa Oda » (voir la liste des auteurs).